# Comuna Iastrubșciîna, Hluhiv
Iastrubșciîna (în ucraineană Яструбщина) este o comună în raionul Hluhiv, regiunea Sumî, Ucraina, formată din satele Iastrubșciîna (reședința) și Vîșenkî.

## Demografie
Componența lingvistică a comunei Iastrubșciîna
     Ucraineană (95,44%)
     Rusă (3,99%)
Conform recensământului din 2001, majoritatea populației comunei Iastrubșciîna era vorbitoare de ucraineană (95,44%), existând în minoritate și vorbitori de rusă (3,99%).